# Coppa Italia 1988-1989 (pallavolo maschile)
La Coppa Italia 1988-1989 si è svolta dal 24 settembre 1988 al 1º aprile 1989: al torneo hanno partecipato trentadue squadre di club italiane e la vittoria finale è andata per la sesta volta, la seconda consecutiva, alla Panini.

## Regolamento

### Formula
Le squadre hanno disputato una prima fase a gironi, con formula del girone all'italiana, a cui hanno partecipato le venti formazioni di Serie A2: la prima classificata di ogni girone si è qualificata per gli ottavi di finale. Si sono poi disputati ottavi di finale, a cui hanno partecipato le dodici formazioni di Serie A1 e le quattro formazioni qualificate dalla fase a gironi, quarti di finale, semifinali, tutte giocate con gare di andata e ritorno, e finale, giocata al meglio di due vittorie su tre gare.

### Criteri di classifica
Sono stati assegnati 2 punti alla squadra vincente e 0 a quella sconfitta.
L'ordine del posizionamento in classifica è stato definito in base a:
- Punti;
- Numero di partite vinte;
- Ratio dei set vinti/persi;
- Ratio dei punti realizzati/subiti.

## Squadre partecipanti
| - Agrigento - Battipaglia - Brescia - Brugherio - Calimera - Catania - Cervia - Città di Castello | - CUS Roma - Cuneo - Falconara - Frascati - Gabeca - Galileo Giovolley - Indomita Salerno - Jesi | - Libertas San Cristoforo - Lupi Santa Croce - Mantova - Marconi - Panini - Palermo - Parma - Petrarca | - Pordenone - Porto Ravenna - Prato - Treviso - Udine - Virgilio - Voluntas Asti - Zinella Bologna |

## Torneo

### Tabellone
|  | Ottavi di finale | Ottavi di finale | Ottavi di finale |  |  | Quarti di finale | Quarti di finale | Quarti di finale |  |        | Semifinali | Semifinali | Semifinali |  |        | Finale  | Finale | Finale | Finale |
|  |                  |                  |                  |  |  |                  |                  |                  |  |        |            |            |            |  |        |         |        |        |        |
|  | Panini           | ?                | ?                |  |  |                  |                  |                  |  |        |            |            |            |  |        |         |        |        |        |
|  | Panini           | ?                | ?                |  |  |                  |                  |                  |  |        |            |            |            |  |        |         |        |        |        |
|  | Virgilio         | ?                | ?                |  |  | Panini           | 3                | 3                |  |        |            |            |            |  |        |         |        |        |        |
|  | Virgilio         | ?                | ?                |  |  | Panini           | 3                | 3                |  |        |            |            |            |  |        |         |        |        |        |
|  | Mantova          | ?                | ?                |  |  | Agrigento        | 0                | 0                |  |        |            |            |            |  |        |         |        |        |        |
|  | Mantova          | ?                | ?                |  |  | Agrigento        | 0                | 0                |  |        |            |            |            |  |        |         |        |        |        |
|  | Agrigento        | ?                | ?                |  |  |                  |                  |                  |  | Panini | 3          | 3          |            |  |        |         |        |        |        |
|  | Agrigento        | ?                | ?                |  |  |                  |                  |                  |  | Panini | 3          | 3          |            |  |        |         |        |        |        |
|  | Catania          | ?                | ?                |  |  |                  |                  |                  |  |        | Petrarca   | 0          | 1          |  |        |         |        |        |        |
|  | Catania          | ?                | ?                |  |  |                  |                  |                  |  |        | Petrarca   | 0          | 1          |  |        |         |        |        |        |
|  | Calimera         | ?                | ?                |  |  | Catania          | 3                | 1                |  |        |            |            |            |  |        |         |        |        |        |
|  | Calimera         | ?                | ?                |  |  |                  |                  | 1                |  |        |            |            |            |  |        |         |        |        |        |
|  | Petrarca         | ?                | ?                |  |  | Petrarca         | 2                | 3                |  |        |            |            |            |  |        |         |        |        |        |
|  | Petrarca         | ?                | ?                |  |  |                  |                  |                  |  |        |            |            |            |  |        |         |        |        |        |
|  | Porto Ravenna    | ?                | ?                |  |  |                  |                  |                  |  |        |            |            |            |  | Panini | 3       | 2      | 3      |        |
|  | Porto Ravenna    | ?                | ?                |  |  |                  |                  |                  |  |        |            |            |            |  | Panini | 3       | 2      | 3      |        |
|  | Parma            | ?                | ?                |  |  |                  |                  |                  |  |        |            |            |            |  |        | Treviso | 0      | 3      | 1      |
|  | Parma            | ?                | ?                |  |  |                  |                  |                  |  |        |            |            |            |  |        | Treviso | 0      | 3      | 1      |
|  | Brescia          | ?                | ?                |  |  | Parma            | 3                | 3                |  |        |            |            |            |  |        |         |        |        |        |
|  | Brescia          | ?                | ?                |  |  |                  |                  |                  |  |        |            |            |            |  |        |         |        |        |        |
|  | Gabeca           | ?                | ?                |  |  | Gabeca           | 0                | 0                |  |        |            |            |            |  |        |         |        |        |        |
|  | Gabeca           | ?                | ?                |  |  |                  |                  | 0                |  |        |            |            |            |  |        |         |        |        |        |
|  | Marconi          | ?                | ?                |  |  |                  |                  |                  |  | Parma  | 3          | 1          |            |  |        |         |        |        |        |
|  | Marconi          | ?                | ?                |  |  |                  |                  |                  |  | Parma  | 3          | 1          |            |  |        |         |        |        |        |
|  | Zinella Bologna  | ?                | ?                |  |  |                  |                  |                  |  |        | Treviso    | 2          | 3          |  |        |         |        |        |        |
|  | Zinella Bologna  | ?                | ?                |  |  |                  |                  |                  |  |        | Treviso    | 2          | 3          |  |        |         |        |        |        |
|  | Lupi Santa Croce | ?                | ?                |  |  | Zinella Bologna  | 1                | 0                |  |        |            |            |            |  |        |         |        |        |        |
|  | Lupi Santa Croce | ?                | ?                |  |  | Zinella Bologna  | 1                | 0                |  |        |            |            |            |  |        |         |        |        |        |
|  | Falconara        | ?                | ?                |  |  | Treviso          | 3                | 3                |  |        |            |            |            |  |        |         |        |        |        |
|  | Falconara        | ?                | ?                |  |  | Treviso          | 3                | 3                |  |        |            |            |            |  |        |         |        |        |        |
|  | Treviso          | ?                | ?                |  |  |                  |                  |                  |  |        |            |            |            |  |        |         |        |        |        |
|  | Treviso          | ?                | ?                |  |  |                  |                  |                  |  |        |            |            |            |  |        |         |        |        |        |

### Risultati

#### Fase a gironi
| Girone A          | Girone B  | Girone C          | Girone D         |
| ----------------- | --------- | ----------------- | ---------------- |
| Brescia           | Cervia    | Città di Castello | Battipaglia      |
| Cuneo             | Pordenone | CUS Roma          | Calimera         |
| Brugherio         | Prato     | Frascati          | Catania          |
| Galileo Giovolley | Udine     | Jesi              | Indomita Salerno |
| Voluntas Asti     | Virgilio  | Lupi Santa Croce  | Palermo          |

##### Girone A

###### Risultati
| 24 settembre 1988 PalaSanFilippo, Brescia Durata: ? - Spettatori: ?   | Brescia           | 3 - 0 | Voluntas Asti     |  |
| 11 ottobre 1988 PalaBigi, Reggio Emilia Durata: ? - Spettatori: ?     | Galileo Giovolley | 2 - 3 | Brugherio         |  |
| ? 1988 Palazzetto dello Sport, Asti Durata: ? - Spettatori: ?         | Voluntas Asti     | 0 - 3 | Cuneo             |  |
| ? 1988 PalaKennedy, Brugherio Durata: ? - Spettatori: ?               | Brugherio         | 0 - 3 | Brescia           |  |
| 4 ottobre 1988 PalaTenda, Cuneo Durata: ? - Spettatori: ?             | Cuneo             | 3 - 0 | Galileo Giovolley |  |
| 4 ottobre 1988 Palazzetto dello Sport, Asti Durata: ? - Spettatori: ? | Voluntas Asti     | 0 - 3 | Brugherio         |  |
| 8 ottobre 1988 PalaTenda, Cuneo Durata: ? - Spettatori: ?             | Cuneo             | 2 - 3 | Brescia           |  |
| 8 ottobre 1988 PalaBigi, Reggio Emilia Durata: ? - Spettatori: ?      | Galileo Giovolley | 3 - 0 | Voluntas Asti     |  |
| 15 ottobre 1988 PalaKennedy, Brugherio Durata: ? - Spettatori: ?      | Brugherio         | 0 - 3 | Cuneo             |  |
| 15 ottobre 1988 PalaSanFilippo, Brescia Durata: ? - Spettatori: ?     | Brescia           | 3 - 0 | Galileo Giovolley |  |

###### Classifica
| Pos. | Squadra           | Pt | G | V | P | SV | SP | Ratio | PF  | PS  | Ratio |
| ---- | ----------------- | -- | - | - | - | -- | -- | ----- | --- | --- | ----- |
| 1.   | Brescia           | 8  | 4 | 4 | 0 | 12 | 2  | 6,000 | 203 | 145 | 1,400 |
| 2.   | Cuneo             | 6  | 4 | 3 | 1 | 11 | 3  | 3,666 | 194 | 155 | 1,251 |
| 3.   | Brugherio         | 2  | 4 | 2 | 2 | 6  | 8  | 0,750 | 175 | 176 | 0,994 |
| 4.   | Galileo Giovolley | 2  | 4 | 1 | 3 | 5  | 9  | 0,555 | 167 | 175 | 0,954 |
| 5.   | Voluntas Asti     | 0  | 4 | 0 | 4 | 0  | 12 | 0,000 | 92  | 180 | 0,511 |

      Qualificata agli ottavi di finale.

##### Girone B

###### Risultati
| 24 settembre 1988 PalaBenedetti, Udine Durata: ? - Spettatori: ?           | Udine     | 0 - 3 | Virgilio  |  |
| 24 settembre 1988 Palazzetto dello Sport, Cervia Durata: ? - Spettatori: ? | Cervia    | 2 - 3 | Prato     |  |
| ? 1988 Palazzetto dello Sport, Virgilio Durata: ? - Spettatori: ?          | Virgilio  | 3 - 0 | Pordenone |  |
| ? 1988 PalaSanPaolo, Prato Durata: ? - Spettatori: ?                       | Prato     | 2 - 3 | Udine     |  |
| 4 ottobre 1988 PalaForum, Pordenone Durata: ? - Spettatori: ?              | Pordenone | 0 - 3 | Cervia    |  |
| 4 ottobre 1988 Palazzetto dello Sport, Virgilio Durata: ? - Spettatori: ?  | Virgilio  | 3 - 1 | Prato     |  |
| 8 ottobre 1988 PalaForum, Pordenone Durata: ? - Spettatori: ?              | Pordenone | 2 - 3 | Udine     |  |
| 8 ottobre 1988 Palazzetto dello Sport, Cervia Durata: ? - Spettatori: ?    | Cervia    | 2 - 3 | Mantova   |  |
| 15 ottobre 1988 PalaSanPaolo, Prato Durata: ? - Spettatori: ?              | Prato     | 1 - 3 | Pordenone |  |
| 15 ottobre 1988 PalaBenedetti, Udine Durata: ? - Spettatori: ?             | Udine     | 3 - 0 | Cervia    |  |

###### Classifica
| Pos. | Squadra   | Pt | G | V | P | SV | SP | Ratio | PF  | PS  | Ratio |
| ---- | --------- | -- | - | - | - | -- | -- | ----- | --- | --- | ----- |
| 1.   | Virgilio  | 8  | 4 | 4 | 0 | 12 | 3  | 4,000 | 211 | 146 | 1,445 |
| 2.   | Udine     | 6  | 4 | 3 | 1 | 9  | 7  | 1,285 | 203 | 179 | 1,134 |
| 3.   | Cervia    | 2  | 4 | 1 | 3 | 7  | 9  | 0,777 | 190 | 173 | 1,098 |
| 4.   | Prato     | 2  | 4 | 1 | 3 | 7  | 11 | 0,636 | 186 | 243 | 0,765 |
| 5.   | Pordenone | 2  | 4 | 1 | 3 | 5  | 10 | 0,500 | 146 | 195 | 0,748 |

      Qualificata agli ottavi di finale.

##### Girone C

###### Risultati
| 24 settembre 1988 PalaIoan, Città di Castello Durata: ? - Spettatori: ?      | Città di Castello | 3 - 2 | Lupi Santa Croce  |  |
| 24 settembre 1988 PalaTriccoli, Jesi Durata: ? - Spettatori: ?               | Jesi              | 2 - 3 | Frascati          |  |
| ? 1988 Palazzetto dello Sport, San Miniato Durata: ? - Spettatori: ?         | Lupi Santa Croce  | 3 - 0 | CUS Roma          |  |
| ? 1988 PalaSimoncelli, Frascati Durata: ? - Spettatori: ?                    | Frascati          | 3 - 1 | Città di Castello |  |
| 4 ottobre 1988 Palazzetto dello Sport, Roma Durata: ? - Spettatori: ?        | CUS Roma          | 0 - 3 | Jesi              |  |
| 4 ottobre 1988 Palazzetto dello Sport, San Miniato Durata: ? - Spettatori: ? | Lupi Santa Croce  | 3 - 0 | Frascati          |  |
| 8 ottobre 1988 Palazzetto dello Sport, Roma Durata: ? - Spettatori: ?        | CUS Roma          | 0 - 3 | Città di Castello |  |
| 8 ottobre 1988 PalaTriccoli, Jesi Durata: ? - Spettatori: ?                  | Jesi              | 1 - 3 | Lupi Santa Croce  |  |
| 15 ottobre 1988 PalaSimoncelli, Frascati Durata: ? - Spettatori: ?           | Frascati          | 3 - 2 | CUS Roma          |  |
| 15 ottobre 1988 PalaIoan, Città di Castello Durata: ? - Spettatori: ?        | Città di Castello | 3 - 0 | Jesi              |  |

###### Classifica
| Pos. | Squadra           | Pt | G | V | P | SV | SP | Ratio | PF  | PS  | Ratio |
| ---- | ----------------- | -- | - | - | - | -- | -- | ----- | --- | --- | ----- |
| 1.   | Lupi Santa Croce  | 6  | 4 | 3 | 1 | 11 | 4  | 2,750 | 206 | 161 | 1,279 |
| 2.   | Città di Castello | 6  | 4 | 3 | 1 | 10 | 5  | 2,000 | 213 | 176 | 1,210 |
| 3.   | Frascati          | 6  | 4 | 3 | 1 | 9  | 8  | 1,125 | 232 | 212 | 1,094 |
| 4.   | Jesi              | 2  | 4 | 1 | 3 | 6  | 9  | 0,666 | 166 | 188 | 0,882 |
| 5.   | CUS Roma          | 0  | 4 | 0 | 4 | 2  | 12 | 0,166 | 122 | 202 | 0,603 |

      Qualificata agli ottavi di finale.

##### Girone D

###### Risultati
| 24 settembre 1988 Palestra Comunale, Calimera Durata: ? - Spettatori: ? | Calimera                | 3 - 0 | Palermo                 |  |
| 24 settembre 1988 PalaZauli, Battipaglia Durata: ? - Spettatori: ?      | Battipaglia             | 2 - 3 | Libertas San Cristoforo |  |
| ? 1988 PalaFondoPatti, Palermo Durata: ? - Spettatori: ?                | Palermo                 | 2 - 3 | Indomita Salerno        |  |
| ? 1988 PalaSpedini, Catania Durata: ? - Spettatori: ?                   | Libertas San Cristoforo | 1 - 3 | Calimera                |  |
| 4 ottobre 1988 PalaTulimeri, Salerno Durata: ? - Spettatori: ?          | Indomita Salerno        | 3 - 1 | Battipaglia             |  |
| 4 ottobre 1988 PalaFondoPatti, Palermo Durata: ? - Spettatori: ?        | Palermo                 | 0 - 3 | Libertas San Cristoforo |  |
| 8 ottobre 1988 PalaTulimeri, Salerno Durata: ? - Spettatori: ?          | Indomita Salerno        | 0 - 3 | Calimera                |  |
| 8 ottobre 1988 PalaZauli, Battipaglia Durata: ? - Spettatori: ?         | Battipaglia             | 3 - 0 | Palermo                 |  |
| 15 ottobre 1988 PalaSpedini, Catania Durata: ? - Spettatori: ?          | Libertas San Cristoforo | 3 - 0 | Indomita Salerno        |  |
| 15 ottobre 1988 Palestra Comunale, Calimera Durata: ? - Spettatori: ?   | Calimera                | 3 - 0 | Battipaglia             |  |

###### Classifica
| Pos. | Squadra                 | Pt | G | V | P | SV | SP | Ratio  | PF  | PS  | Ratio |
| ---- | ----------------------- | -- | - | - | - | -- | -- | ------ | --- | --- | ----- |
| 1.   | Calimera                | 8  | 4 | 4 | 0 | 12 | 1  | 12,000 | 192 | 116 | 1,655 |
| 2.   | Libertas San Cristoforo | 6  | 4 | 3 | 1 | 10 | 5  | 2,000  | 195 | 169 | 1,153 |
| 3.   | Indomita Salerno        | 4  | 4 | 2 | 2 | 6  | 9  | 0,666  | 174 | 200 | 0.870 |
| 4.   | Battipaglia             | 2  | 4 | 1 | 3 | 6  | 9  | 0,666  | 188 | 186 | 1,010 |
| 5.   | Palermo                 | 0  | 4 | 0 | 4 | 2  | 12 | 0,166  | 126 | 204 | 0,617 |

      Qualificata agli ottavi di finale.

#### Ottavi di finale

##### Andata
| 19 ottobre 1988 PalaPanini, Modena Durata: ? - Spettatori: ?                  | Panini          | ? | Virgilio         |  |
| 19 ottobre 1988 Palazzetto dello Sport, Virgilio Durata: ? - Spettatori: ?    | Mantova         | ? | Agrigento        |  |
| 19 ottobre 1988 PalaSpedini, Catania Durata: ? - Spettatori: ?                | Catania         | ? | Calimera         |  |
| 19 ottobre 1988 PalaSanLazzaro, Padova Durata: ? - Spettatori: ?              | Petrarca        | ? | Porto Ravenna    |  |
| 19 ottobre 1988 PalaRaschi, Parma Durata: ? - Spettatori: ?                   | Parma           | ? | Brescia          |  |
| 19 ottobre 1988 Palazzetto dello Sport, Montichiari Durata: ? - Spettatori: ? | Gabeca          | ? | Marconi          |  |
| 19 ottobre 1988 PalaDozza, Bologna Durata: ? - Spettatori: ?                  | Zinella Bologna | ? | Lupi Santa Croce |  |
| 19 ottobre 1988 PalaBadiali, Falconara Marittima Durata: ? - Spettatori: ?    | Falconara       | ? | Treviso          |  |

##### Ritorno
| 26 ottobre 1988 Palazzetto dello Sport, Virgilio Durata: ? - Spettatori: ?    | Virgilio         | ? | Panini          |  |
| 26 ottobre 1988 PalaNicosia, Agrigento Durata: ? - Spettatori: ?              | Agrigento        | ? | Mantova         |  |
| 26 ottobre 1988 Palestra Comunale, Calimera Durata: ? - Spettatori: ?         | Calimera         | ? | Catania         |  |
| 26 ottobre 1988 PalaCosta, Ravenna Durata: ? - Spettatori: ?                  | Porto Ravenna    | ? | Petrarca        |  |
| 26 ottobre 1988 PalaSanFilippo, Brescia Durata: ? - Spettatori: ?             | Brescia          | ? | Parma           |  |
| 26 ottobre 1988 PalaRota, Spoleto Durata: ? - Spettatori: ?                   | Marconi          | ? | Gabeca          |  |
| 26 ottobre 1988 Palazzetto dello Sport, San Miniato Durata: ? - Spettatori: ? | Lupi Santa Croce | ? | Zinella Bologna |  |
| 26 ottobre 1988 PalaVerde, Villorba Durata: ? - Spettatori: ?                 | Treviso          | ? | Falconara       |  |

#### Quarti di finale

##### Andata
| 23 novembre 1988 PalaPanini, Modena Durata: ? - Spettatori: ?   | Panini          | 3 - 0 | Agrigento |  |
| 23 novembre 1988 PalaSpedini, Catania Durata: ? - Spettatori: ? | Catania         | 3 - 2 | Petrarca  |  |
| 23 novembre 1988 PalaRaschi, Parma Durata: ? - Spettatori: ?    | Parma           | 3 - 0 | Gabeca    |  |
| 23 novembre 1988 PalaDozza, Bologna Durata: ? - Spettatori: ?   | Zinella Bologna | 1 - 3 | Treviso   |  |

##### Ritorno
| 30 novembre 1988 PalaNicosia, Agrigento Durata: ? - Spettatori: ?              | Agrigento | 0 - 3 | Panini          |  |
| 30 novembre 1988 PalaSanLazzaro, Padova Durata: ? - Spettatori: ?              | Petrarca  | 3 - 1 | Catania         |  |
| 30 novembre 1988 Palazzetto dello Sport, Montichiari Durata: ? - Spettatori: ? | Gabeca    | 0 - 3 | Parma           |  |
| 30 novembre 1988 PalaVerde, Villorba Durata: ? - Spettatori: ?                 | Treviso   | 3 - 0 | Zinella Bologna |  |

#### Semifinali

##### Andata
| 18 gennaio 1989 PalaPanini, Modena Durata: ? - Spettatori: ? | Panini | 3 - 0 | Petrarca |  |
| 18 gennaio 1989 PalaRaschi, Parma Durata: ? - Spettatori: ?  | Parma  | 3 - 2 | Treviso  |  |

##### Ritorno
| 25 gennaio 1989 PalaSanLazzaro, Padova Durata: ? - Spettatori: ? | Petrarca | 1 - 3 | Panini |  |
| 25 gennaio 1989 PalaVerde, Villorba Durata: ? - Spettatori: ?    | Treviso  | 3 - 1 | Parma  |  |

#### Finale

##### Andata
| 24 marzo 1989 PalaPanini, Modena Durata: ? - Spettatori: ? | Panini | 3 - 0 | Treviso |  |

##### Ritorno
| 27 marzo 1989 PalaVerde, Villorba Durata: ? - Spettatori: ? | Treviso | 3 - 2 | Panini |  |

##### Spareggio
| 1º aprile 1989 PalaGalassi, Forlì Durata: ? - Spettatori: ? | Panini | 3 - 1 | Treviso |  |